# Iman Makari
Iman Makari – australijski zapaśnik walczący w stylu klasycznym. Złoty medalista mistrzostw Oceanii w 2015 roku.